# Кондолов връх
Кондолов връх (на английски: Kondolov Peak) е връх в планинската верига Солвей на остров Брабант в архипелага Палмър в Антарктика. Надморската му височина е 891 метра.
Върхът е преобладаващо покрит с лед. Стръмни и частично свободни от лед са неговите югозападни и северозападни склонове.

## Местоположение
Кондолов връх  се намира на 4.9 км югоизточно от нос Юман, 2,37 км на юг-югоизток от връх Шейново, 3,55 км югозападно от връх Асиар, 3,5 км на запад-северозапад от връх Папрат и 6,07 км северно от връх Бьолке. Издига се над ледника Дженър на югоизток, залива Дюпре на югозапад и ледника Димков на запад-северозапад.
Географски координати на Кондолов връх: 64°25′30″ ю. ш. 62°35′46″ з. д. / 64.425° ю. ш. 62.596111° з. д.
Картографиранията са британски от 1980 и 2008 година.

## Произход на името
Върхът е наименуван на Георги Кондолов (1858 – 1903),  водач на българското освободително движение в Македония и Тракия.

## Карти
- Antarctic Digital Database (ADD). Scale 1:250000 topographic map of Antarctica. Scientific Committee on Antarctic Research (SCAR). Since 1993, regularly upgraded and updated.
- British Antarctic Territory. Scale 1:200000 topographic map. DOS 610 Series, Sheet W 64 62. Directorate of Overseas Surveys, Tolworth, UK, 1980.
- Brabant Island to Argentine Islands. Scale 1:250000 topographic map. British Antarctic Survey, 2008.